# Mark Matthew Connelly
Pour les articles homonymes, voir Mark Connelly et Connelly.
Mark Matthew Connelly (21 mars 1879-5 mai 1955) est un homme politique canadien de la Colombie-Britannique. Il est député provincial libéral de la circonscription britanno-colombienne de Omineca de 1936 à 1945.

## Biographie
Né à Galway en Irlande, Connelly gère un magasin général et un hôtel avant de s'installer à Fraser Lake en Colombie-Britannique. Sur place, il devient marchand de bois et ensuite propriétaire d'un hôtel.
Connelly est whip de la coalition libérale-conservatrice durant son passage à l'Assemblée législative de la Colombie-Britannique.
Il meurt à Palm Springs en Californie en mai 1955 à l'âge de 76 ans et peu après s'être retiré des affaires,.